# Slezské vojvodství
Slezské vojvodství (polsky Województwo śląskie) je jeden ze šestnácti vyšších územních samosprávných celků Polska zřízených při správní reformě v roce 1998. Nachází se na jihu země u hranic s Českou republikou a Slovenskem a je zdaleka nejhustěji zalidněným vojvodstvím Polska. Hlavním městem jsou Katovice. Území je současně regionem soudržnosti NUTS-2.
Navzdory názvu se ve vlastním Slezsku nachází jen 48 % území vojvodství, zbytek připadá na oblasti, které historicky patří k Malopolsku. Pojmenování navazuje na tradici (mnohem menšího) polského meziválečného Slezského vojvodství – tehdy ovšem šlo o celý polský podíl historického Slezska.

## Dějiny

Proměny územního členění od roku 1922

Slezské vojvodství vzniklo v současné podobě při reformě administrativního dělení Polska v roce 1998, která zavedla šestnáct „velkých“ samosprávných vojvodství namísto 49 „malých“ existujících od roku 1975. Bylo vytvořeno z většiny území dřívějších vojvodství Katovického a Čenstochovského a také západní poloviny Bílského.
Jeho hranice do značné míry odpovídají hranicím Katovického vojvodství z let 1950–1975 – oproti němu k dnešnímu Slezskému patří navíc Ratiboř, Żywiec, Jaworzno a severovýchodní okraj s městy Koniecpol a Szczekociny, naopak nepatří oblast Dobrodzieně/Guttentagu.
Původně se uvažovalo o vytvoření pouhých dvanácti vojvodství, přičemž by do Slezského bylo začleněno rovněž celé Opolsko, po vzoru Slezského vojvodství v letech 1945–1950. Vlna občanských protestů a lobbování společenských organizací včetně politické reprezentace německé menšiny z Opolska nakonec vedly k zachování Opolského vojvodství jako jediného ze 49 starých vojvodství v novém členění.
V letech 1922 až 1939 (de iure 1945) existovalo autonomní Slezské vojvodství tvořené tou částí Pruského Slezska a Těšínska, která byla po první světové válce a následujících územních sporech přiřčena Druhé polské republice. Celé jeho území je dnes součástí Slezského vojvodství, jedná se zhruba o třetinu teritoria.

## Geografie

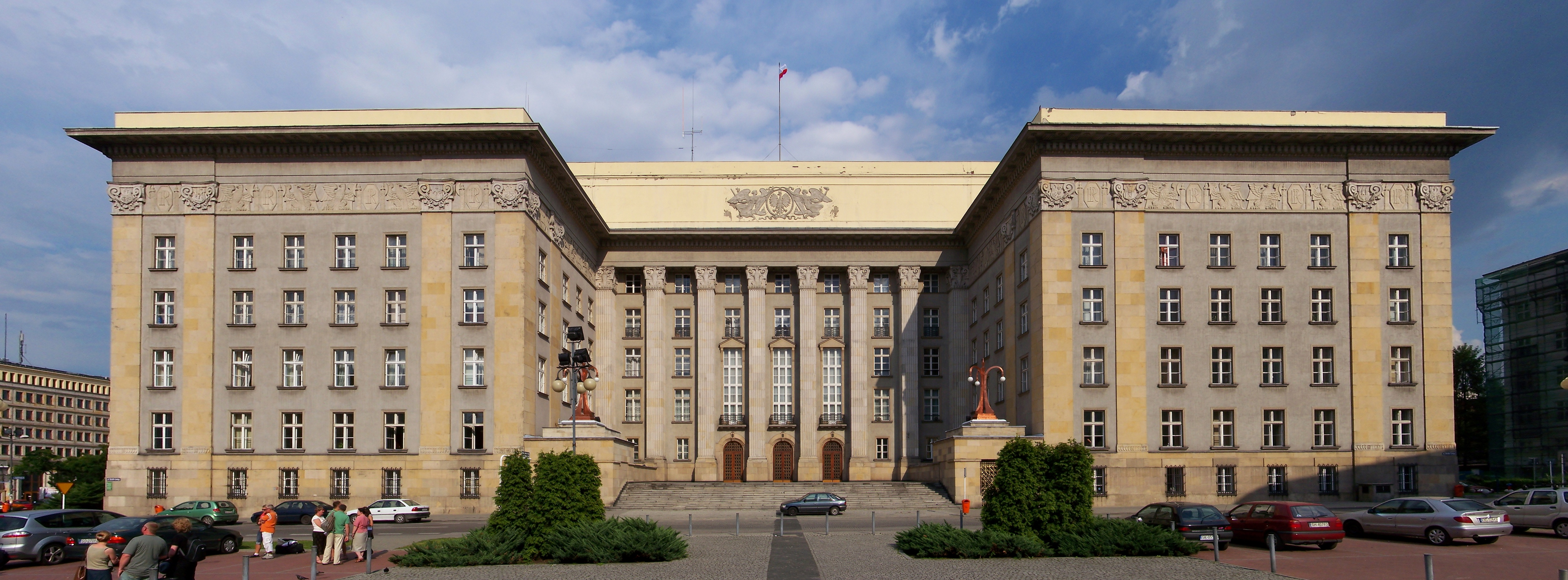
Budova Slezského parlamentu v Katovicích – nyní sídlo samosprávy Slezského vojvodství

Slezské vojvodství má rozlohu 12 333,09 km². S počtem obyvatel okolo 4,5 milionu je druhým nejlidnatějším polským vojvodstvím po Mazovsku (které je ovšem asi třikrát větší a zahrnuje i Varšavu).
Nachází se na jihu Polska a sousedí:
- na jihozápadě s Moravskoslezským krajem v České republice, délka hranice je 142,9 km;
- na jihu s Žilinským krajem na Slovensku, délka hranice je 85,3 km;
- na severu s Lodžským vojvodstvím, délka hranice 112,6 km;
- na východě s Malopolským vojvodstvím, délka hranice je 273,4 km;
- na západě s Opolským vojvodstvím, délka hranice je 230,9 km;
- na severovýchodě se Svatokřížským vojvodstvím, délka hranice je 137,9 km.

Z hlediska geomorfologického členění se centrální část vojvodství rozkládá na Slezské vrchovině (Wyżyna Śląska), severozápadní na Woźnicko-wieluńské vrchovině (Wyżyna Woźnicko-Wieluńska), severovýchodní pak v krasové oblasti Krakovsko-čenstochovské jury (Jura Krakowsko-Częstochowska) a na Przedbórzské vrchovině (Wyżyna Przedborska). Na západě okrajově zasahují mezoregiony Slezské nížiny (Nizina Śląska). Jih vojvodství je rozdělen mezi Osvětimskou pánev (Kotlina Oświęcimska), Slezské podhůří (Pogórze Śląskie) a Západní Beskydy (Slezské Beskydy, Malé Beskydy a Żywiecké Beskydy).
Slezské vojvodství má nejvyšší podíl městského obyvatelstva v zemi: 77,13 %. Nachází se zde nejlidnatější a nejurbanizovanější oblast Polska – více než dvoumilionová katovická konurbace. Sousedí s ní Rybnický uhelný okruh, druhá polycentrická aglomerace v regionu. Obě jsou součástí Slezské metropolitní oblasti, k níž patří také české Ostravsko. Bohatá ložiska černého uhlí byla klíčovým faktorem pro rozvoj velké části dnešního vojvodství.

### Slezské vojvodství a zemské hranice
Název vojvodství odkazuje na historickou zemi Slezsko, ale je dosti zavádějící. Slezsko, přesněji Horní Slezsko tvoří jen 48 % území vojvodství a jde o pouhý zlomek historického Slezska, konkrétně východní okraj bývalého Pruského Slezska a polskou (východní) polovinu Těšínska.
Ostatní oblasti se z historického hlediska řadí k Malopolsku ve smyslu Krakovska za Republiky obou národů. V období mezi Vídeňským kongresem a první světovou válkou se na současném území vojvodství na soutoku Bílé a Černé Přemše nacházelo trojmezí tří císařů. Slezská část s výjimkou rakouského Těšínska patřila Německému císařství, dnešní okres Żywiec, východní část okresu Bílsko-Bělá a město Jaworzno byly součástí rakouské Haliče, kdežto Dąbrowská pánev (Zagłębie Dąbrowskie), Jura a oblast Čenstochové ležela v Kongresovém Polsku v rámci Ruského impéria. Rozdělení na bývalou německou, rakouskou a ruskou část má dodnes kulturní význam.
Několik obcí v okresech Čenstochová a Kłobuck bylo původně součástí Sieradzka začleněného v Republice obou národů do Velkopolské provincie, ale nejsou vnímány jako velkopolské v moderním pojetí.
V souvislosti se zmatečným používáním výrazů Śląsk a Górny Śląsk (Slezsko, Horní Slezsko) v polském hovorovém a mediálním úzu ve vztahu k celému Slezskému vojvodství, ale zato bez Opolska, se objevují snahy o jeho přejmenování na slezsko-malopolské. Hnutí autonomie Slezska prosazuje vytvoření Hornoslezského vojvodství v historických hranicích Horního Slezska, tj. z části Slezského a většiny Opolského vojvodství.

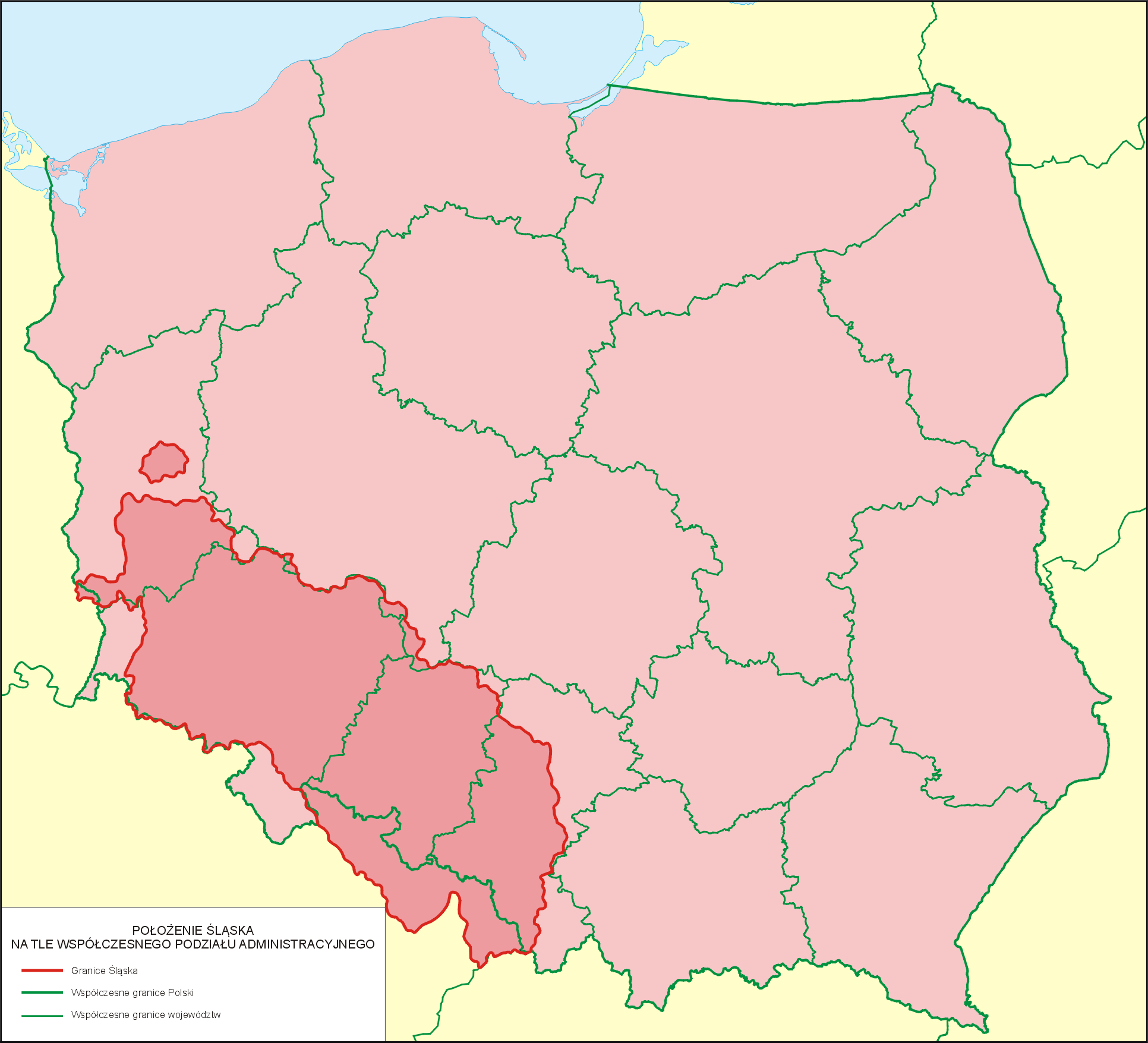
Slezsko a dnešní polská vojvodství
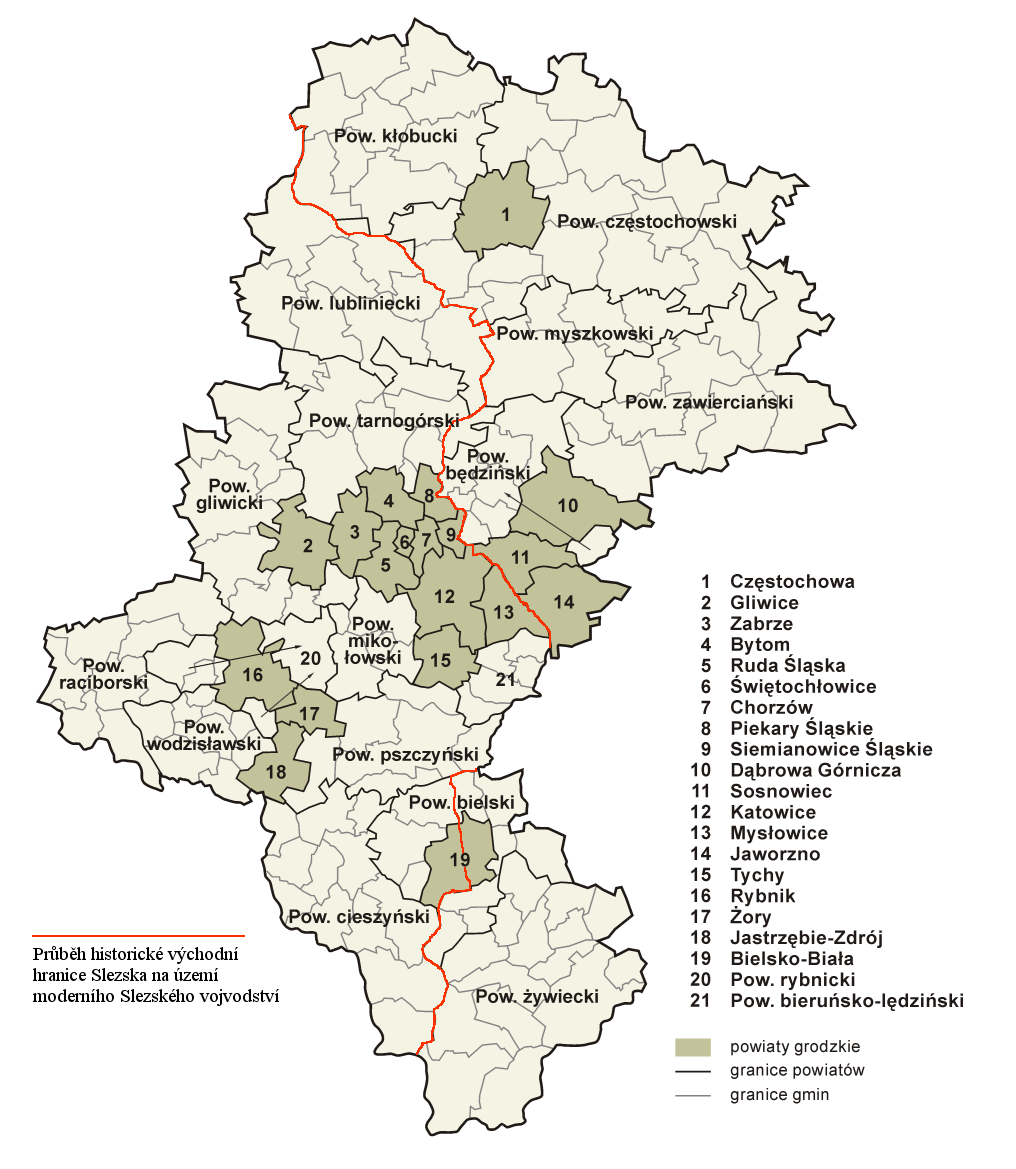
Průběh slezské zemské hranice na území Slezského vojvodství (zakreslen červeně)
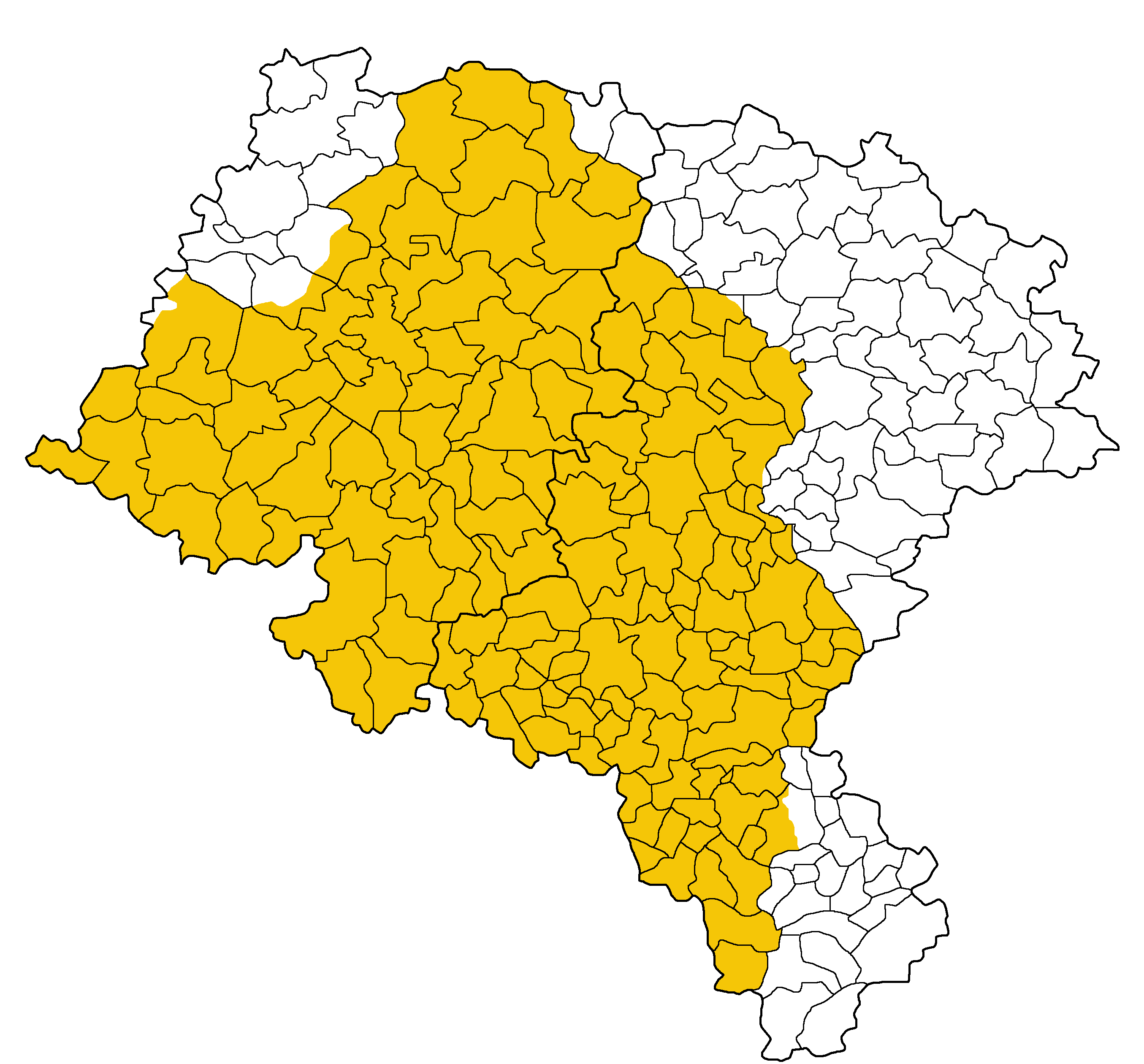
Historické hranice Horního Slezska vs. Slezské a Opolské vojvodství
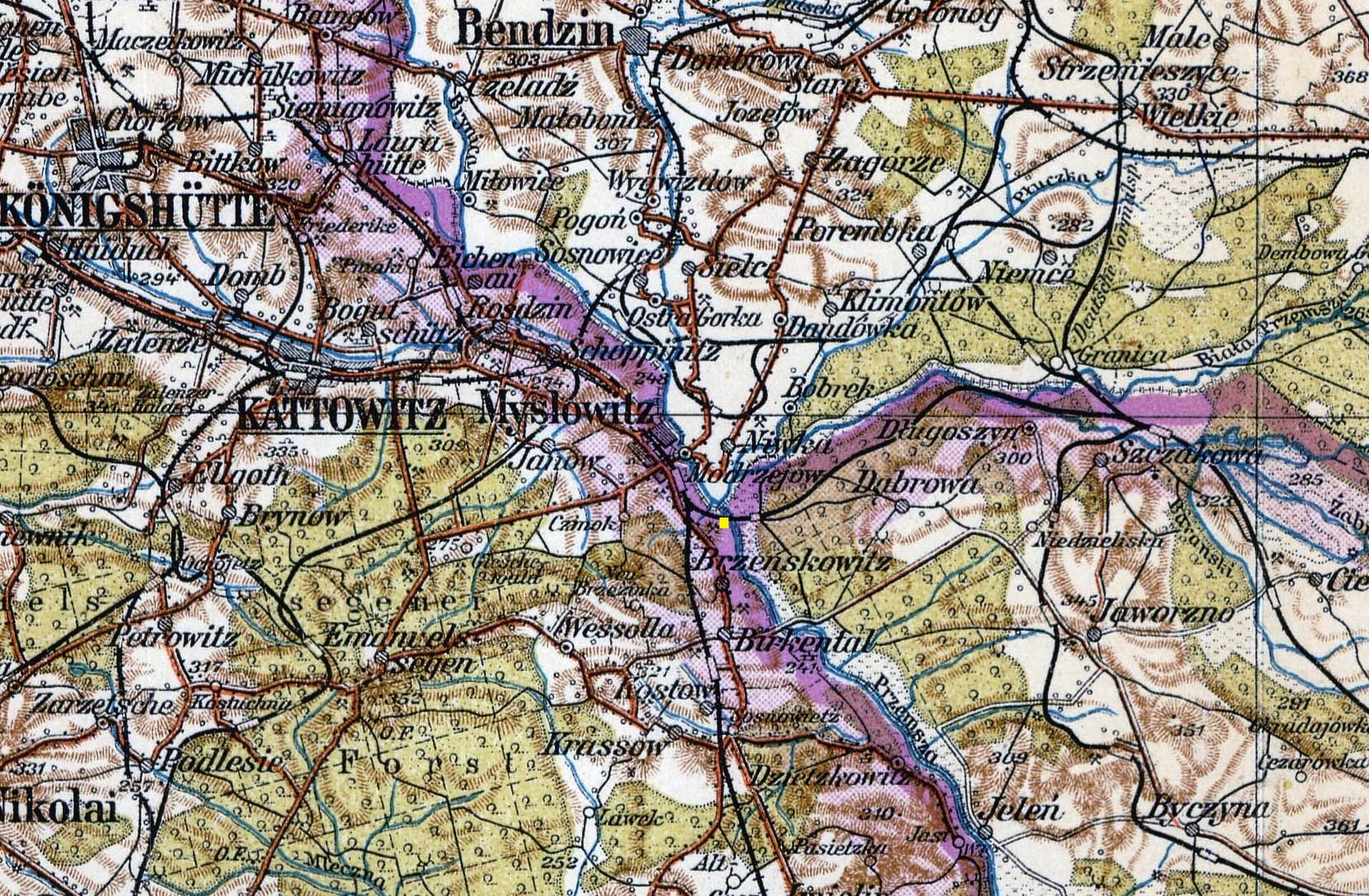
Trojmezí tří císařů na dobové mapě

## Okresy

Administrativní mapa vojvodství

Města ve Slezském vojvodství

Slezské vojvodství je rozděleno na 17 okresů a 19 měst s postavením okresu (městské okresy). Třetím stupněm administrativního členění je 167 gmin, z toho 49 městských, 22 městsko-vesnických a 96 vesnických.
| Okres                                            | Sídlo          | Počet obyvatel (2019) |
| ------------------------------------------------ | -------------- | --------------------- |
| Okres Beruň-Lędziny (Powiat bieruńsko-lędziński) | Beruň          | 59 776                |
| Okres Będzin (Powiat będziński)                  | Będzin         | 148 089               |
| Okres Bílsko-Bělá (Powiat bielski)               | Bílsko-Bělá    | 165 960               |
| Okres Čenstochová (Powiat częstochowski)         | Čenstochová    | 134 555               |
| Okres Hlivice (Powiat gliwicki)                  | Hlivice        | 115 528               |
| Okres Kłobuck (Powiat kłobucki)                  | Kłobuck        | 84 591                |
| Okres Lubliniec (Powiat lubliniecki)             | Lubliniec      | 76 451                |
| Okres Mikulov (Powiat mikołowski)                | Mikulov        | 98 990                |
| Okres Myszków (Powiat myszkowski)                | Myszków        | 70 880                |
| Okres Pština (Powiat pszczyński)                 | Pština         | 111 539               |
| Okres Ratiboř (Powiat raciborski)                | Ratiboř        | 119 373               |
| Okres Rybnik (Powiat rybnicki)                   | Rybnik         | 78 213                |
| Okres Tarnovské Hory (Powiat tarnogórski)        | Tarnovské Hory | 140 519               |
| Okres Těšín (Powiat cieszyński)                  | Těšín          | 178 191               |
| Okres Vladislav (Powiat wodzisławski)            | Vladislav      | 157 088               |
| Okres Zawiercie (Powiat zawierciański)           | Zawiercie      | 117 624               |
| Okres Żywiec (Powiat żywiecki)                   | Żywiec         | 152 726               |

### Města s postavením okresu
| Město                            | Počet obyvatel (2019) |
| -------------------------------- | --------------------- |
| Katovice (Katowice)              | 292 774               |
| Čenstochová (Częstochowa)        | 220 433               |
| Sosnovec (Sosnowiec)             | 199 974               |
| Hlivice (Gliwice)                | 178 603               |
| Zabrze                           | 172 360               |
| Bílsko-Bělá (Bielsko-Biała)      | 170 663               |
| Bytom                            | 165 263               |
| Rybnik                           | 138 098               |
| Slezská Ruda (Ruda Śląska)       | 137 360               |
| Tychy                            | 127 590               |
| Dąbrowa Górnicza                 | 119 373               |
| Chořov (Chorzów)                 | 107 807               |
| Jaworzno                         | 91 115                |
| Jastrzębie-Zdrój                 | 88 743                |
| Myslovice (Mysłowice)            | 74 618                |
| Siemianowice Śląskie             | 66 841                |
| Žárov (Żory)                     | 62 472                |
| Slezské Pěkary (Piekary Śląskie) | 55 030                |
| Świętochłowice                   | 49 557                |

## Paleontologie
Na území tohoto vojvodství se nachází množství významných paleontologických lokalit s objevy světového významu, zejména z doby druhohorní éry. Takovými objevy jsou Silesaurus opolensis z lokality Krasiejów nebo Smok wawelski z lokality Lisowice. Byl zde také objeven jediný dosud známý polský dinosaurus (popsaný podle kosterních fosilií), a to Velocipes guerichi.